# A. Lange & Söhne
A. Lange & Söhne (рус. А. Ланге унд Зёне) — торговая марка немецкой часовой компании из Саксонии Lange Uhren GmbH («Lange»), являющейся дочерней компанией холдинга Richemont. Наручные и карманные часы Ланге считаются одними из лучших в мире среди аналогичных марок категории супер люкс, конкурируя с такими швейцарскими марками, как Patek Philippe, Jaeger-LeCoultre, Audemars Piguet и Vacheron Constantin.

## История
«Ланге» был основан в 1845 году Фердинандом Адольфом Ланге в городе Гласхютте, недалеко от Дрездена, так называемой «мекке немецкого часового производства». С Фердинандом, а после его смерти, с его сыновьями, Эмилем и Рихардом, «Ланге» производил качественные карманные часы. Последующие поколения семейства Ланге также продолжили производить карманные часы, и как и многие немецкие производители, «Ланге» изготовлял наручные часы большого размера для использования немецкими пилотами во время Второй мировой войны.
В 1948 году, после войны администрация Советского Союза экспроприировала собственность компании (за исключением чертежей и секретов мастерства, которые удалось скрыть сотрудникам), и марка Ланге прекратила своё существование. Однако, в 1990 году, после объединения Германии правнук основателя, Вальтер Ланге вместе с Гюнтером Блюмлейном восстановили компанию. Вновь основанная компания Ланге, работающая опять в Гласхютте, представила свою первую линейку часов в 1994 году.
С 1996 года бренд принадлежит Richemont.

## Хронология
1815 	В Дрездене родился Фердинанд А. Ланге.
1837	После завершения обучению часовому делу и двухлетней работы подмастерьем в мастерской Гюткеса, которого позже назначили на должность часовщика саксонского Королевского двора, Фердинанд А. Ланге направился в путешествие по Франции и Швейцарии. Во время поездки он тщательно заносил в рабочий дневник все свои наблюдения и идеи. До настоящего времени этот дневник не утратил своего значения как источник вдохновения при создании каждых новых часов A. Lange & Söhne.
1841	Гюткес и Ланге изготовили знаменитые часы с пятиминутной цифровой индикацией и установили в здании дрезденской Земпер-оперы. Время показывается в часах римскими цифрами и минутах арабскими цифрами, размеченными с пятиминутными интервалами. В этих часах в полной мере отразилось стремление создавших их часовщиков к новаторству и совершенству.
1845	7 декабря Фердинанд А. Ланге основал мануфактуру Lange & Cie., ставшую основой формирования прецизионной часовой индустрии Саксонии.
1848	Фердинанд А. Ланге избран мэром Гласхютте. За 18 лет под его руководством город был преобразован из отсталого сельскохозяйственного поселения в современный индустриальный центр. В 1895 году горожане возвели в честь него памятник, отметив тем самым его выдающиеся заслуги на посту мэра.
1864	Эта единственная большая плоская деталь заменила обычно устанавливающиеся в часовом механизме несколько мостов. Трёхчетвертная платина Фердинанда А. Ланге улучшала стабильность механизма, но также требовала при сборке механизма большой сноровки. Сегодня эту деталь можно найти в механизмах большинства наручных часов A. Lange & Söhne.
1868	В компанию, которая с этого момента называлась “A. Lange & Söhne”, пришёл на работу Рихард Ланге. После кончины основателя компании его сыновья Рихард и Эмиль подняли уровень исполнения часов до такого совершенства, что часовую марку A. Lange & Söhne до настоящего времени сопровождают слава и престиж.
1898	Во время государственного визита в Константинополь германский император Вильгельм Второй подарил Султану Турции богато декорированные карманные часы A. Lange & Söhne.
1924	В Дрездене родился Вальтер Ланге, правнук Фердинанда А. Ланге. После обучения часовому делу в Карлштейне (Австрия) и Гласхютте он поступил на работу на семейное предприятие в качестве часовщика.
1930 	Рихард Ланге обнаружил, что добавление бериллия в железоникелевые сплавы, применяющиеся в производстве спиралей, существенно улучшает свойства этого материала. В следующем году он запатентовал это изобретение.
1948	После того как главное фабричное здание Lange было практически полностью разрушено во время авиационной бомбардировки, часовая компания была через три года принудительно национализирована. Вальтер Ланге вынужден бежать в Западную Германию.
1990	7 декабря, практически сразу после завершения процесса объединения Германии, Вальтер Ланге учредил компанию Lange Uhren GmbH и зарегистрировал название A. Lange & Söhne в качестве всемирной торговой марки.
1994	В дрезденском дворцовом комплексе компания Lange представила первые четыре коллекции наручных часов новой эры: Lange 1, Saxonia, Arkade и Tourbillon “Pour le Mérite”.
1997	Изобретено устройство Zero-Reset, предназначенное для облегчения установки точного времени. Когда заводная головка вытаскивается для коррекции времени, секундная стрелка часов скачком переходит в нулевую позицию. Этим устройством вместе с другими сложными устройствами оснащены часы Saxonia Annual Calendar.
1999	Представлены часы Datograph, в механизме которых реализованы функции возвратного хронографа, прецизионного минутного счётчика мгновенного переключения, управления хронографом при помощи колонного колеса и большого указателя даты. Эти часы оснащались первым мануфактурным механизмом с хронографической функцией. Выдающиеся эстетические достоинства механизма дополнялись столь же гармоничным дизайном часов.
2001	Начиная с 2001 года, открылось производство наручных часов A. Lange & Söhne в историческом здании, что было возведено в 1873 году и где раньше располагались мануфактура и резиденция семьи Ланге.
2003	На мануфактуре Lange началось производство собственных спиралей. Процессы, требующиеся для производства этих миниатюрных деталей, столь сложны, что лишь несколько часовых мануфактур во всём мире смогли наладить производство спиралей.
2007	Компания A. Lange & Söhne открыла в Дрездене первый фирменный бутик, впоследствии были открыты монобутики Lange в самых значительных мировых центрах.
2009	Запатентованное устройство цифровой индикации времени мгновенного переключения часов Zeitwerk вращает три прецизионно переключающихся диска указателей часов и минут, что сделало возможным реализовать цифровой указатель времени с интуитивно понятным расположением цифр слева направо.
2010	Компания A. Lange & Söhne отметила 165-летие основания Фердинандом А. Ланге прецизионной часовой индустрии Саксонии, представив выпущенные лимитированными сериями часы коллекции “Homage to F. A. Lange”. Корпуса этих часов были выполнены из нового золотого сплава с медовым оттенком, одной из характеристик которого является очень высокая для сплавов золота твёрдость. Часы оснащены механизмами, детали которых были декорированы с несравненными мастерством и виртуозностью.
2013	Часовщики Lange изготовили Grand Complication, самые сложные наручные часы новой эры. В механизме этих часов воплощены функции большого и малого боя, минутного репетира, вечного календаря и сплит-хронографа с долевой секундной стрелкой.

## Произношение и написание
A. Lange & Söhne в русском варианте произношения будет звучать как «А. Ланге унд Зёне». Если умлаут «ö» недоступен для написания, его чаще всего заменяют немецким диграфом «oe» («Soehne»). Также допускается написание марки как A. Lange & Sohne (хотя такое написание влечет за собой искажение произношения на немецком языке).